# 米海利基 (波爾塔瓦區)
49°29′48″N 34°18′50″E / 49.49667°N 34.31389°E
米海利基（烏克蘭語：Михайлики），是烏克蘭的村落，位於該國中部波爾塔瓦州，由波爾塔瓦區負責管轄，距離卡拉什尼基、小科祖比和特韋爾多赫利比0.5公里，海拔高度124米，2001年人口125。